# Skadi
 Ovo je glavno značenje pojma Skadi. Za saturnov prirodni satelit pogledajte Skadi (mjesec).
Skadi (staronordijski Skaði) je divica u nordijskoj mitologiji. Kćer je diva Tjazija, supruga boga Njorda. Zvali su je još i Ondurgud i Ondurdis.
Postala je božicom skijanja nakon što se udala za Njorda, boga roda Vana. Nakon što su bogovi ubili njezina oca Tjazija jer je gonio Lokija i Idun, došla je u njihovo stanište, Asgard da bi se osvetila. No bogovi, mudri kakvi su bili, uspješe izbjeći krvoproliće; dogovoreno je da će si ona između njih izabrati muža, no smjela je izabrati prema njihovim nogama. Izabrala je onoga koji je imao najljepše, misleći da je to Baldr, najljepši i najdraži bog. Ipak, bio je to bog Njord. 
Drugi dio pogodbe je bio da je bogovi nasmiju. To je uspješno odradio Loki. Na kraju je Odin načinio dvije zvijezde na nebu od Tjazijevih očiju, i mir je bio sklopljen.
Što se tiče braka s Njordom, nije potrajao. Skadi je željela stanovati gdje je živio i njen otac, na brdu Trymheim, a Njord je volio biti kraj mora, u svom dvoru Noatunu. U početku su pokušali živjeti devet noći u Trymheimu, a potom devet noći u Noatunu, no nakon devet noći na brdu, Njord je rekao sljedeće:
| Leið erumk fiöll,   | Ne volim brdo                   |
| vara ek lengi (á)   | iako nisam bio dugo,            |
| nætr einar .ix.,    | jednom devet noći;              |
| úlfa þytr           | vukova zavijanje                |
| mér þótti illr vera | nije mi se svidjelo             |
| hiá söngvi svana.   | u usporedbi s pjesmom labudova. |
|                     | (prevela Dora Maček)            |

Našto odgovara Skadi:
| Sofa ek (ne) máttak | Ne mogu spavati      |
| sæfar beðium á      | na morskom krevetu   |
| fugls iarmi firir;  | zbog krike ptica;    |
| sá mik vekr         | one me bude,         |
| e raf víði kemr     | što dolaze izdaleka  |
| morgun hverian már. | svako jutro na more. |
|                     | (prevela Dora Maček) |

I tako je Skadi otišla u svoj rodni dom gdje je mnogo skijala i lovila životinje lukom i strelicom, o čemu Grímnismál, pjesma iz Prozne edde govori ovako:
| (Grímnismál, 11)       | (Grímnismál, 11)          |
| ---------------------- | ------------------------- |
| Þrymheimr heitir       | Trymheim se zove dom      |
| er Þiazi bió           | gdje stanuje Tjazi,       |
| sá hinn ámátki iötunn; | jedan gadni div;          |
| en nú Skaði byggvir    | a sada tu Skadi živi      |
| skír brúðr guða        | sjajna božanska nevjesta, |
| fornar toptir föður.   | u staru očevu dvoru.      |
|                        | (prevela Dora Maček)      |

Saga o Inglizima govori kako je poslije postala Odinova žena i rodila mu mnogo djece.

Kada je Loki prouzročio Baldrovu smrt, bogovi su ga uhvatili i svezali za kamenje, a Skadi je ponad njegove glave postavila zmiju iz čijih usta neprestano kaplje otrov.
Postoje tumačenja po kojima je Skadi u početku bila božica lova i time parirala božicama Frigg i Freyji, no s vremenom je njezina popularnost, a time i uloga postajala sve manja.
Njezino se ime često pojavljuje u skandinavskim toponima, a često se njezino ime navodi kao izvor imenu Skandinavije i Skandinavskoga poluotoka; čini se ipak da je riječ o pučkoj etimologiji.
Njezinim je imenom nazvan Skadi, jedan od Saturnovih prirodnih satelita iz takozvane nordijske grupe.